# آشیانه سنجاب

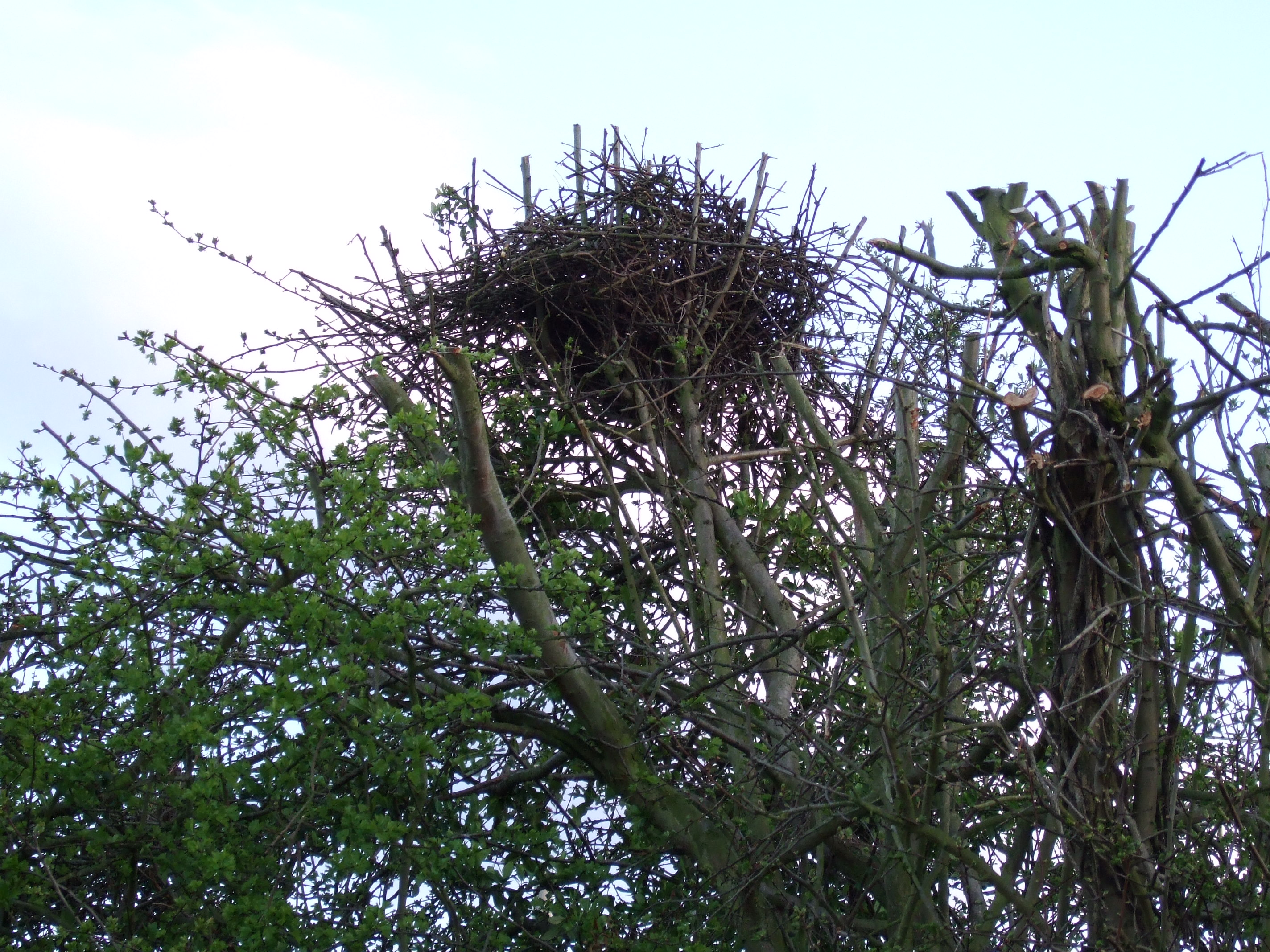
سنجاب خاکستری شرقی (Sciurus carolinensis) خشک

آشیانه سنجاب (به انگلیسی: Drey)، لانه سنجاب درختی، سنجاب پرنده یا پوسوم دم‌حلقه‌ای است. آشیانه‌های سنجاب معمولاً از شاخه‌ها، برگ‌های خشک و علف ساخته می‌شوند و معمولاً در شاخک‌های یک درخت بلند جمع می‌شوند. آنها گاهی به عنوان «لانه‌های خشک» نامیده می‌شوند تا آنها را از «لانه‌های حفره سنجاب» (همچنین «لانه» نامیده می‌شود) تشخیص دهند. در مناطق معتدل، آشیانه‌های سنجاب در پاییز بسیار بیشتر قابل دیدن هستند، زمانی که ریزش برگ لانه‌های جدیدی را نشان می‌دهد که تابستان پیش یا در اوایل پاییز ساخته شده‌اند.

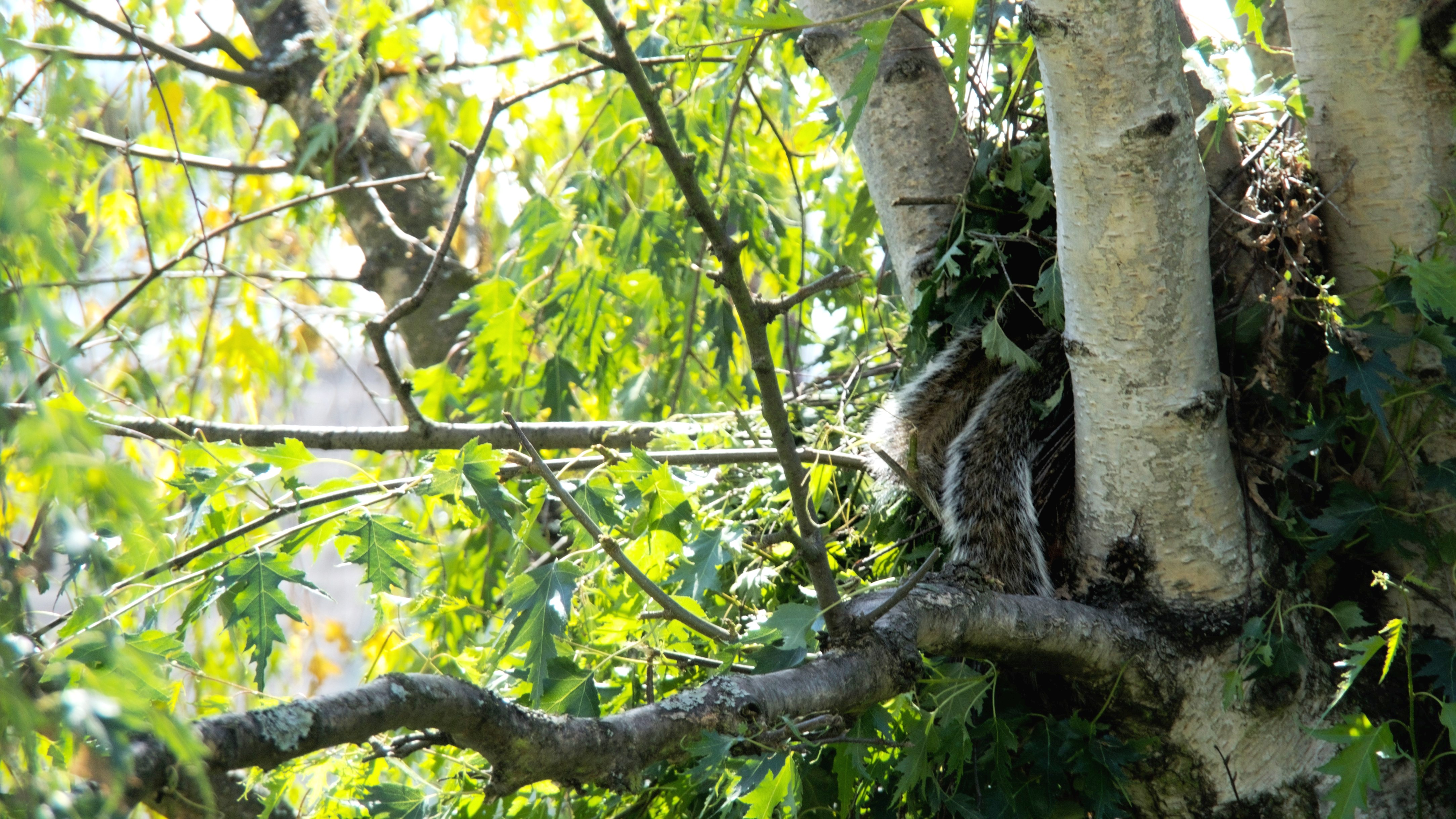
دو سنجاب در ورودی یک آشیانه سنجاب

یک مکان مورد علاقه برای خشک کردن فاق درخت در حدود ۹–۱۳ متر بالاتر از سطح زمین است. سنجاب‌ها همچنین ممکن است در اتاق زیرشیروانی یا دیوارهای بیرونی ساختمان‌ها لانه کنند، جایی که خشک شدن ممکن است به عنوان یک خطر آتش‌سوزی در نظر گرفته شود، زیرا برخی از سنجاب‌ها عادت دارند که کابل‌های برق را بجوند. در زمان‌های دیگر سنجاب‌ها ممکن است در یک لانه درخت دائمی توخالی در یک تنه یا شاخه بزرگ زندگی کنند.